# スミレ科
スミレ科 (スミレか、Violaceae) は、被子植物の科の1つで、スミレやパンジー、ニオイスミレなどを含むもの。
24属1100種以上からなり、ほぼ世界中の寒帯から熱帯に分布するが、温帯から寒帯にかけての大多数の種はスミレ属に属しその種数は690種あまりに上る。その他の23属約420種の多くは木本で花も目立たず、主に熱帯から亜熱帯に分布し日本には分布しないこともあって標準的な和名も付いていない。

## 形態
木本あるいは草本。葉は互生、まれに対生し、普通は単葉、托葉がある。花はふつう両性、左右相称または放射相称、がく・花弁（合着しない）・雄しべが各5個。雄しべの花糸は短く、葯はふつう接し合って子房と花柱を囲み、縦に裂開する。子房は上位で1室、無柄、多くは3心皮で側膜胎座。果実は蒴果または液果。果実には、果皮が硬い種類と、果皮が薄く、やわらかい果実を包む種類とがあり、後者はさらに花が放射相称の種類と左右相称の種類とがある。顕著な左右相称花を咲かせる属のうち、スミレ属以外はいずれも大きな下弁に比べて他の4弁が極端に小さく目立たず、スミレ属だけがよく目立つ5枚の花弁を持つ。

## 分類

### 属
24属1111種、そのなかでスミレ属 (Viola) が最大の属で691種を占め、温帯を中心に寒帯から熱帯まで分布する。スミレ属は、一属だけで科の半数以上の種数を占め、温帯を中心に寒帯から熱帯まで分布し、ほとんどが草本である点でも科の中では異質である。
スミレ属についで種が多いのはリノレア属（Rinorea）の212種で、以下ポンバリア属（Pombalia） 42種、ピゲア属（Pigea） 31種、ヒバントゥス属（Hybanthus） 29種、レオニア属（Leonia） 23種、メリキトゥス属（Melicytus） 19種と続く。残る17属は種数が一桁である。
リノレア属は、花は放射相称になり、花の直径4mmほど、果実は薄い果皮を持ち、小高木と低木からなる。
ヒバントゥス属やポンバリア属、ピゲア属は顕著な左右相称花をもつグループで、草本、小低木、低木などがあり、花はいずれも下向き中央の花弁が大きく、基部は膨らみ袋状の距となる。
スミレ属に最も近縁とされるのはノイセチア属（Noisettia）およびシュヴァイゲリア属（Schweiggeria）であるが、ともに南米原産の小低木で、花はいずれも下向き中央の花弁が大きく、むしろヒバントゥス属に似る。
なお、かつての分類では、3亜科に分けられ、さらに連・亜連に分けられていた。
- Fusispermoideae亜科：Fusispermum
- Leonioideae亜科：Leonia
- Violoideae亜科：
  - Rinoreeae連：
    - Hymenantherinae亜連：Hymenanthera Melicytus
    - Isodendriinae亜連：Isodendrion
    - Paypayrolinae亜連：Amphirrhox Hekkingia Paypayrola
    - Rinoreinae亜連：Allexis Decorsella Gloeospermum Rinorea Rinoreocarpus

  - Violeae連：Agatea Anchietea Corynostylis Hybanthopsis Hybanthus Mayanaea Noisettia Orthion Schweiggeria Viola（スミレ属）

### APG植物分類体系
分子系統学の知見に基づくAPG植物分類体系ではキントラノオ目に含めている。
- 被子植物 Angiosperm
  - 真正双子葉植物 Eurosids
    - バラ類 w:Rosids
      - 真正バラ類I Eurosids I
        - キントラノオ目 Malpighiales
          - スミレ科 Violaceae

APGによる分類では、南米北部の熱帯に分布し、1属3種の木本からなるグーピア科（Goupiaceae）と姉妹群をなすとされた

### クロンキスト体系
クロンキスト体系ではウリ科、トケイソウ科などと同じ目にまとめ、スミレ目のタイプ科にしていた。
- 被子植物門 Magnoliophyta
  - 双子葉植物綱（モクレン綱）class Magnoliopsida
    - ビワモドキ亜綱 subclass Dilleniidae
      - スミレ目 order Violales
        - スミレ科 family Violaceae

### 新エングラー体系
エングラーと共同研究者も、クロンキストと同じくトケイソウなどとの系統関係を認めている。新エングラー体系でもスミレ目をたてていた。
- 被子植物門 Angiospermae
  - 双子葉植物綱 class Dicotyledoneae
    - 古生花被植物亜綱（離弁花類）subclass Archichlamydae
      - スミレ目 order Violales
        - スミレ科 family Violaceae

## 画像

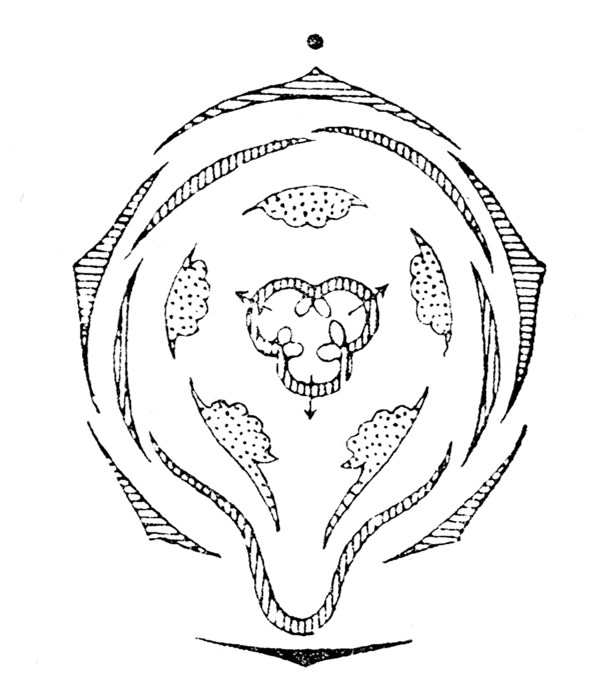
スミレの花式図
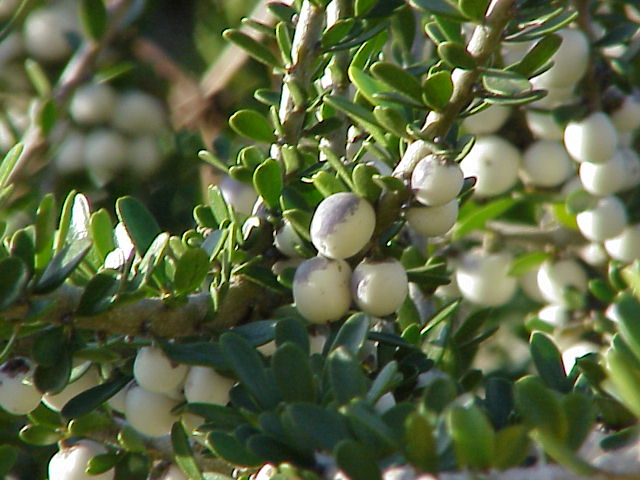
Hymenanthera crassifolia 木本になるスミレ科
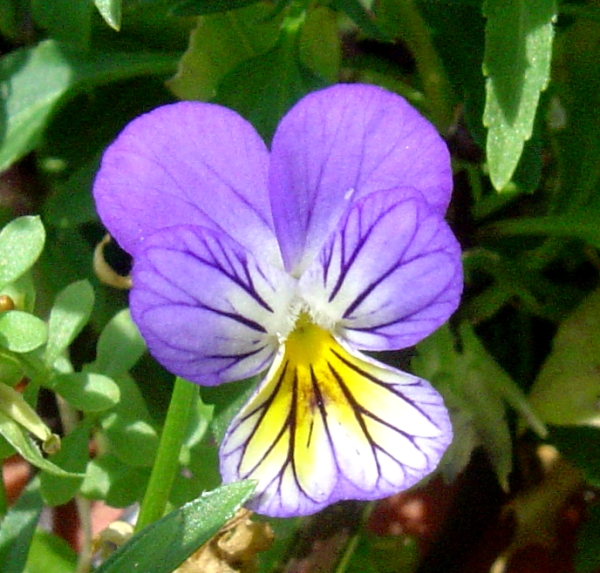
パンジー
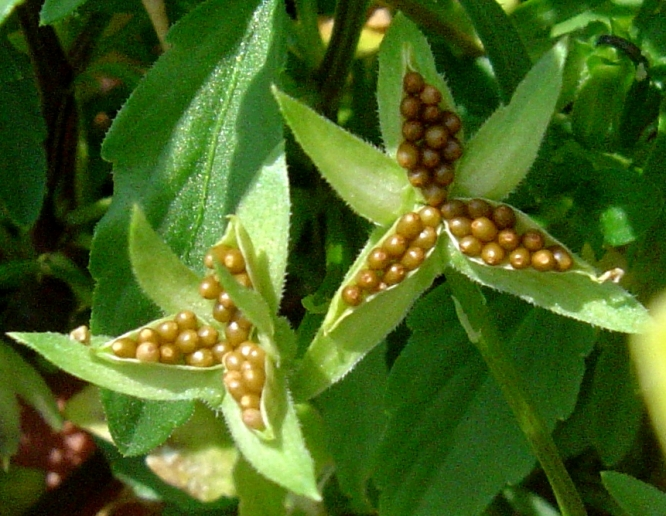
パンジーの裂開した果実